# Guatteria oblongifolia
Guatteria oblongifolia este o specie de plante angiosperme din genul Guatteria, familia Annonaceae, descrisă de Henry Hurd Rusby. Conform Catalogue of Life specia Guatteria oblongifolia nu are subspecii cunoscute.